# کتاب تحوت
آلیستر کراولی، جن گیر انگلیسی، کتاب تحوت (به انگلیسی: The Book of Thoth) را به عنوان ضمیمهٔ دست کارت‌های تاروت تحوتی که توسط خود وی طراحی و به وسیلهٔ فریدا هریس نقاشی شده بود، به رشتهٔ تحریر درآورد.
در افسانه آمده است، تحوت، خدا (یا خردمند) مصری دانش و جادو و معادل یونانی آن هرمس تریسمجستوس. (سه بار بلندمرتبه)، کتابی به نام «لوح زمردین» نگارده است که در شهر مردگان مدفون است و حاوی رمز حیات بشر می‌باشد. این کتاب تا کنون یافت نشده اما در برخی کتب، ترجمه‌های متفاوتی از بخش اندکی از آن موجود می‌باشد

## خاستگاه
تاروت، به عنوان یک نماد پردازی جامع از گیتی، همواره مرجعی محبوب در زمینهٔ پیشگویی یا چارچوبی برای مطالعهٔ علوم باطنی بوده است. کاربرد آن، آنچنان گسترده بوده است که توسط برخی به عنوان ابزاری برای ضابطه بندی خواست جادویی نیز به کار گرفته شده است.
در طول تاریخ علوم باطنی، سیستم عرفانی یهود، کابالا، تطبیق‌های بسیار دقیق با سیستم تاروت یافته است و از این نظر، سیستم‌های تشرف غربی همانند مسلک هرمسی طلوع طلایی که کراولی نظام اخوت A∴A∴ را بر اساس آن بنا نهاد و از ابتدا بر کابالا مبتنی بودند، در ارتباط با تاروت، در تمامی جهات، انتسابات مهم و کاربردی پیدا کردند.